# Odontomantis planiceps
Odontomantis planiceps es una especie de mantis de la familia Hymenopodidae. Al ser unas pequeñas ninfas, tienen un aspecto muy parecido a las hormigas, tanto, que forman agregados. El parecido cambia cuando se vuelven adultas. 

## Distribución geográfica
Se encuentra en Sumatra, Malasia, la isla de Mentawai, Java y  Borneo.